# Fred Kida
Fred Kida (Brooklyn, Nueva York, 12 de diciembre de 1920 - 3 de abril de 2014) fue un artista de cómics y tiras cómicas japonés-estadounidense, más conocido por el héroe de 1940, el aviador Airboy y su antagonista y en algún momento aliado Valkyrie, época durante los aficionados e historiadores llaman la Edad de Oro de los cómics. Luego pasó a dibujar en 1950 para la iteración de Marvel Comics, Atlas Comics, en una variedad de géneros y estilos, y luego otra vez para los títulos de superhéroes de Marvel en los años 1970. Dibujó The Amazing Spider-Man, la tira cómica del periódico de la compañía durante la primera mitad de la década de 1980. Kida también ayudó al artista Dan Barry en la tira de larga duración, Flash Gordon 1958-1961, y nuevamente desde 1968 hasta 1971.